# Neckeropsis madecassa
Neckeropsis madecassa är en bladmossart som beskrevs av Fleischer 1908. Neckeropsis madecassa ingår i släktet Neckeropsis och familjen Neckeraceae. Inga underarter finns listade i Catalogue of Life.